# Hashem Hashemzadeh Herisi
L'ayatollah Hashem Hashemzadeh Herisi (en persan : هاشم هاشم‌زاده هریسی), né en 1938 à Heris (Azerbaïdjan de l'Est), est un clerc chiite et un homme politique iranien, membre de la Société des clercs militants. Il représente l'Azerbaïdjan de l'Est aux 3e, 4e et 5e Assemblées des experts depuis l'élection de mi-mandat de 2008,,,. Il est dégalement député aux 3e et 5e Majlis pour la circonscription de Tabriz, Osku et Azarshahr (en).
Hashemzadeh Herisi a étudié au séminaire de Qom.